# Jérémy Davies (ishockeyspelare)
Jérémy Davies, född 4 december 1996, är en kanadensisk professionell ishockeyback som är kontrakterad till Buffalo Sabres i National Hockey League (NHL) och spelar för Rochester Americans i American Hockey League (AHL).
Han har tidigare spelat för Nashville Predators i NHL; Milwaukee Admirals och Chicago Wolves i AHL; Northeastern Huskies i National Collegiate Athletic Association (NCAA) samt Waterloo Black Hawks och Bloomington Thunder i United States Hockey League (USHL).
Davies blev draftad av New Jersey Devils i sjunde rundan i 2016 års draft som 192:a spelare totalt.

## Statistik
| 2011–2012   | Tigres du Lac St-Louis |             | 29  | 3  | 9  | 12 | 24  | 3  | 0 | 0  | 0  | 0  |
| 2012–2013   | Lions du Lac St-Louis  | LHMAAAQ     | 42  | 5  | 27 | 32 | 12  | 5  | 1 | 1  | 2  | 0  |
| 2013–2014   | Lions du Lac St-Louis  | LHMAAAQ     | 42  | 7  | 26 | 33 | 74  | 16 | 4 | 15 | 19 | 28 |
| 2014–2015   | Waterloo Black Hawks   | USHL        | 11  | 1  | 3  | 4  | 6   | —  | — | —  | —  | —  |
|             | Bloomington Thunder    | USHL        | 43  | 3  | 17 | 20 | 70  | —  | — | —  | —  | —  |
| 2015–2016   | Bloomington Thunder    | USHL        | 60  | 13 | 36 | 49 | 48  | 8  | 0 | 6  | 6  | 6  |
| 2016–2017   | Northeastern Huskies   | NCAA        | 38  | 8  | 15 | 23 | 38  | —  | — | —  | —  | —  |
| 2017–2018   | Northeastern Huskies   | NCAA        | 36  | 6  | 29 | 35 | 39  | —  | — | —  | —  | —  |
| 2018–2019   | Northeastern Huskies   | NCAA        | 37  | 8  | 28 | 36 | 41  | —  | — | —  | —  | —  |
| 2019–2020   | Milwaukee Admirals     | AHL         | 62  | 4  | 24 | 28 | 46  | —  | — | —  | —  | —  |
| 2020–2021   | Nashville Predators    | NHL         | 16  | 0  | 1  | 1  | 8   | —  | — | —  | —  | —  |
|             | Chicago Wolves         | AHL         | 9   | 0  | 9  | 9  | 6   | —  | — | —  | —  | —  |
| 2021–2022   | Nashville Predators    | NHL         | 6   | 0  | 2  | 2  | 2   | —  | — | —  | —  | —  |
|             | Milwaukee Admirals     | AHL         | 54  | 6  | 25 | 31 | 47  | 9  | 0 | 6  | 6  | 16 |
| 2022–2023   | Buffalo Sabres         | NHL         | 1   | 0  | 0  | 0  | 2   | —  | — | —  | —  | —  |
|             | Rochester Americans    | AHL         | 64  | 11 | 12 | 23 | 90  | —  | — | —  | —  | —  |
| NHL totalt  | NHL totalt             | NHL totalt  | 23  | 0  | 3  | 3  | 12  | —  | — | —  | —  | —  |
| AHL totalt  | AHL totalt             | AHL totalt  | 189 | 21 | 70 | 91 | 189 | 9  | 0 | 6  | 6  | 16 |
| NCAA totalt | NCAA totalt            | NCAA totalt | 111 | 22 | 72 | 94 | 118 | —  | — | —  | —  | —  |
| USHL totalt | USHL totalt            | USHL totalt | 114 | 17 | 56 | 73 | 124 | 8  | 0 | 6  | 6  | 6  |